# Lampyris berytensis
Lampyris berytensis is een keversoort uit de familie glimwormen (Lampyridae). De wetenschappelijke naam van de soort is voor het eerst geldig gepubliceerd in 1866 door Fairmaire.